# 懷特布里亞 (特拉華州)
懷特布里亞（英語：White Briar）是位於美國特拉華州紐卡斯爾縣的一個非建制地區。該地的面積和人口皆未知。

## 地理
懷特布里亞的座標為39°47′18″N 75°41′09″W / 39.78833°N 75.68583°W，而該地的平均海拔高度為92米（即302英尺）。